# Burg Hundheim
Burg Hundheim ist die neuzeitliche Bezeichnung des Burgstalls einer abgegangenen Höhenburg unbekannten Namens bei Neckarhausen, einem Stadtteil von Neckarsteinach im Landkreis Bergstraße. Die 2004 archäologisch untersuchte Anlage gilt als die älteste Burg des unteren Neckartals.

## Lage
Der Burgstall Hundheim befindet sich auf dem Schloßbuckel, einem 289,4 m über NHN gelegenen Bergsporn im Süden des gemeindefreien Gebietes Michelbuch und westlich von Neckarhausen über dem nördlichen Ufer des Neckars, in einem nur dünn besiedelten und sehr waldreichen Gebiet zwischen Neckarsteinach und Hirschhorn. Die rezenten Baureste lassen sich durch ein ungeschultes Auge im Gelände nur schwerlich erkennen, geschweige denn deuten. Er ist nur auf dem Fußweg von Neckarhausen oder Lanzenbach aus zu erreichen.

## Die Anlage
Die Burg war sowohl durch eine umlaufende Wallgrabenbefestigung, als auch im Nordosten durch einen (heute weitgehend gestörten) zusätzlichen Abschnittsgraben geschützt.
Die Anlage wurde im 2. Drittel des 11. Jahrhunderts zunächst als kompakte Turmburg mit oktogonalem Wohnturm und polygonaler Ringmauer ausgeführt, später, wohl um 1100 erfolgte die Erweiterung durch einen Palas an der südlichen, zum Neckar zugewandten Seite.
Die Gesamtausdehnung der zweischalig aufgeführten, 1,7 m starken Ringmauer dürfte nicht mehr als 33 m × 36 m betragen haben. Der oktogonale Wohnturm mit ca. 12 m Durchmesser ist gegen die Feldseite gerückt und erhebt sich mit ca. 1,4 m dicken Wänden auf der höchsten Stelle des Burgareals. Die Außenschale des Mauerwerks wurde sorgfältig aus Kleinquadern mit außergewöhnlich qualifizierter Oberflächenbearbeitung aufgeschichtet, wie sie gewöhnlich an anspruchsvollen Sakralbauten anzutreffen ist. Im Südosten, an der flusswärts gelegenen Seite befinden sich die Reste eines Palas, der durch einen Steinbruch gestört ist. Die Mindestlänge des Gebäudekomplexes beträgt 10 m, die Breite etwa 7 m. Der Innenraum des Palas war – zumindest im Erdgeschoss – durch eine Scheidemauer in zwei Bereiche geteilt.
Die herausragende Bauqualität hebt die Anlage vom Gros der vergleichbar konzipierten zeitgenössischen Burgen deutlich ab.
Die nahe gelegenen Siedlungen Husen (heute Neckarhausen) und Michelbuch (heute Wüstung) gewährleisteten die direkte Versorgung und hatten somit eine Art Vorburgfunktion.

## Geschichte
Die Burg findet in den Schriftquellen keine Erwähnung. Jedoch kann sie indirekt sowohl aufgrund gerichts- und pfarrrechtlicher Beziehungen, als auch nach ihrer Zerstörung unternommener Rechtsgeschäfte, die den Burgbezirk mit seinen dazugehörigen Siedlungen betreffen, eindeutig dem Herrschaftsbereich des Reichsklosters Lorsch zugeordnet werden.
Die im 2. Drittel des 11. Jh. errichtete Anlage liegt im Gebiet des südlichen Odenwaldes, das besonders im 10. und 11. Jh. zwischen dem Bistum Worms und dem Reichskloster Lorsch besitzrechtlich heftig umstritten war. Die Burg „Hundheim“ dokumentiert mit ihren nahe gelegenen Siedlungen Michelbuch, Husen, Ramesowa und dem Ort Ersheim, den von der Reichsabtei intensiv betriebenen Landesausbau, der durch deren Vögte in Eigeninitiative – wohl unter Entfremdung klösterlichen Besitzes – im Wormser Gebiet fortgesetzt wurde. Die Schriftquellen deuten darauf hin, dass die Burg bis zu ihrer Zerstörung um das Jahr 1130 in der Hand des Klostervogts Graf Berthold d. J. von Lindenfels-Hohenberg gewesen ist. Sehr naheliegend ist, dass die Anlage schon Jahrzehnte früher in den Besitz seines Vaters und Amtsvorgänger, dem Lorscher Klostervogt Graf Berthold d. Ältere von Hohenberg, gelangte. Die Anlage auf dem Schlossbuckel ist in Folge einer auch überregional komplexen Konfliktsituation, in die Graf Berthold d. J. von Lindenfels involviert war, zum Opfer gefallen. Die Frage, ob die Gründung der Burg auf Initiative eines Lorscher Abts oder einer seiner Vögte erfolgte, ist retrospektiv nicht eindeutig zu klären.
Das Gelände der Burgstelle gelangte mitsamt den zugehörigen Siedlungen durch Schenkungen (1150, 1152), die u. a. der Neffe Graf Bertholds von Lindenfels als dessen Erbe tätigte, an das nahe gelegene, um 1142 gegründete Zisterzienserkloster Schönau im Odenwald. Spätestens 1204 war das Areal Teil der Grangie in Michelbuch.
Das heutige Waldgelände ist Privatbesitz der Evangelischen Pflege Schönau.
Der Bereich des Burgstalles ist nach dem Hessischen Denkmalschutzgesetz ein Bodendenkmal. Nachforschungen und gezieltes Sammeln von Funden sind genehmigungspflichtig, Zufallsfunde an die Denkmalbehörden zu melden.